# Det Schønbergske Forlag
Det Schønbergske Forlag var et dansk bogforlag, der blev etableret 23. juli 1857 af Karl Schønberg (1832-1908). Forlaget opbyggede hurtigt en solid position på basis af bl.a. en række af N.F.S. Grundtvigs skrifter.
1. januar 1905 overdrog Schønberg forlaget til Michael H. Jensen (1871-1962) og Ernst Bierberg (1856-1928), der udvidede udgivelseslinjen med handelsskolebøger. Sidstnævnte udtrådte af firmaet den 16. december 1934, der derefter fortsattes af fru T. Bierberg (1867-) med sønnen E.F.W. Bierberg (1900-1944) som leder. 
E.F.W. Bierberg, der fra 1941 var eneindehaver, skabte med den hollandske forfatter Hans Martins (1886-1964) romaner Tidevand og Frigjort to af de største bestsellere i dansk forlagshistorie med et samlet oplag på 450.000 eksemplarer. Bierberg var modstandsmand, blev anholdt af Gestapo juli 1944 og døde samme år i tysk kz-lejr, og hans enke, fru Erna Boye Bierberg, videreførte med skiftende ledere forlaget til sin død i 1965, da det blev solgt til Nyt Nordisk Forlag Arnold Busck. Forlaget eksisterede frem til 2016 som et selvstændigt datterselskab, der fremdeles udgiver handelsskolebøger og dansk og udenlandsk skønlitteratur. I 2016, da Nyt Nordisk Forlag Arnold Busck blev opkøbt af Gyldendal, fulgte Det Schønbergske Forlag med i handlen og lukkede dermed reelt. 
Forlaget havde adresse på Landemærket 3 og havde en elefant som logo. Forlaget lancerede også en paperback-serie kaldet "Lommeelefanten".